# Kubang Tangah
Kubang Tangah is een bestuurslaag in het regentschap Sawah Lunto van de provincie West-Sumatra, Indonesië. Kubang Tangah telt 1277 inwoners (volkstelling 2010).